# Stazione di Venezia Mestre Gazzera
La stazione di Venezia Mestre Gazzera è una fermata ferroviaria posta sulla linea Venezia-Udine; serve il quartiere mestrino della Gazzera.

## Storia

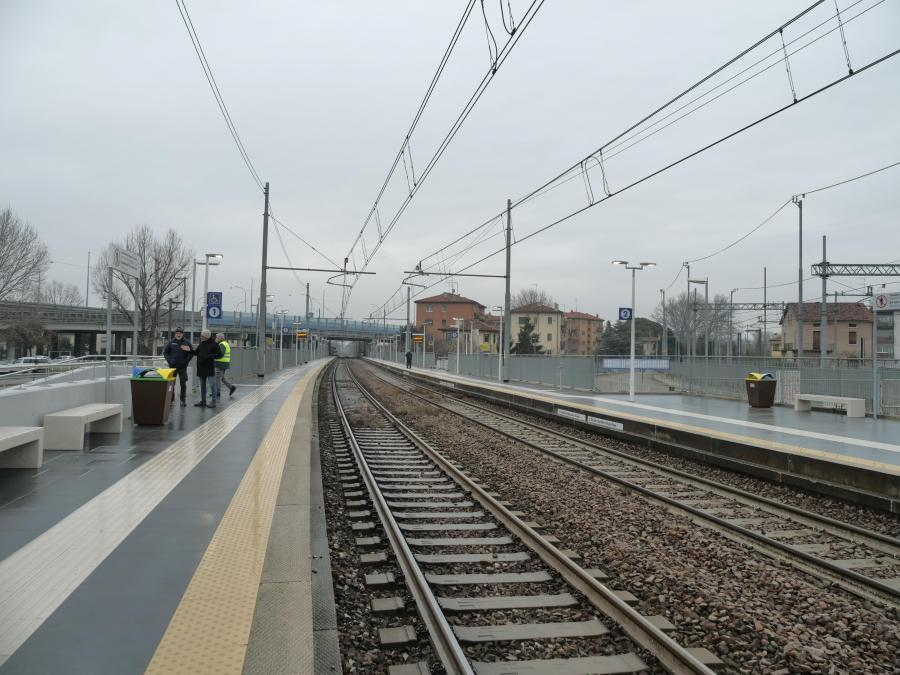
Il piazzale binari

I lavori di costruzione della fermata dovevano iniziare il 10 luglio 2009, ma slittarono a causa di un ricorso al Tribunale Amministrativo Regionale (TAR) effettuato da una delle imprese che avevano partecipato alla gara.
Il ricorso fu poi respinto e i lavori di costruzione della fermata iniziarono il 3 settembre 2009, mentre la posa della prima pietra avvenne il 24 settembre 2009.
I lavori furono appaltati al Consorzio Veneto Cooperativo (Coveco), società della Lega delle Cooperative. Il costo di costruzione fu di circa 37000000 €, ma comprendeva anche i costi dei lavori per la stazione di Venezia Mestre Via Olimpia in quanto appartenente al medesimo appalto.
Inizialmente, la fermata di Venezia Mestre Gazzera avrebbe dovuto avere anche marciapiedi a servizio della vicina linea Venezia-Trieste, ma in seguito a richieste di Rete Ferroviaria Italiana (RFI), non furono realizzati.
I lavori della fermata previdero inoltre il completamento del parcheggio scambiatore già parzialmente realizzato dal comune di Venezia, interventi alla viabilità locale con la costruzione di un sottopasso stradale funzionale alla chiusura dei due passaggi a livello di via Gazzera Alta e la realizzazione di una nuova viabilità di collegamento tra la Castellana e via Brendole.
La fermata fu aperta al servizio pubblico il 15 dicembre 2024, mentre la cerimonia inaugurale avvenne il 27 gennaio dell'anno seguente.

## Strutture e impianti
La fermata è posta alla progressiva chilometrica 1+292, fra la stazione di Venezia Mestre e la fermata di Venezia Mestre Ospedale, poco a nord della confluenza, un tempo denominata quadrivio Gazzera, della linea per Trieste.
Il piazzale è composto dai due binari di corsa della linea ferroviaria. Entrambi sono serviti da due banchine laterali alte 55 cm dal piano del ferro; quello in direzione Venezia è lungo 290 m, mentre quello in direzione Udine è lungo 330 m. Le banchine sono collegate fra loro tramite un sottopassaggio pedonale, fornito di ascensori.

## Movimento

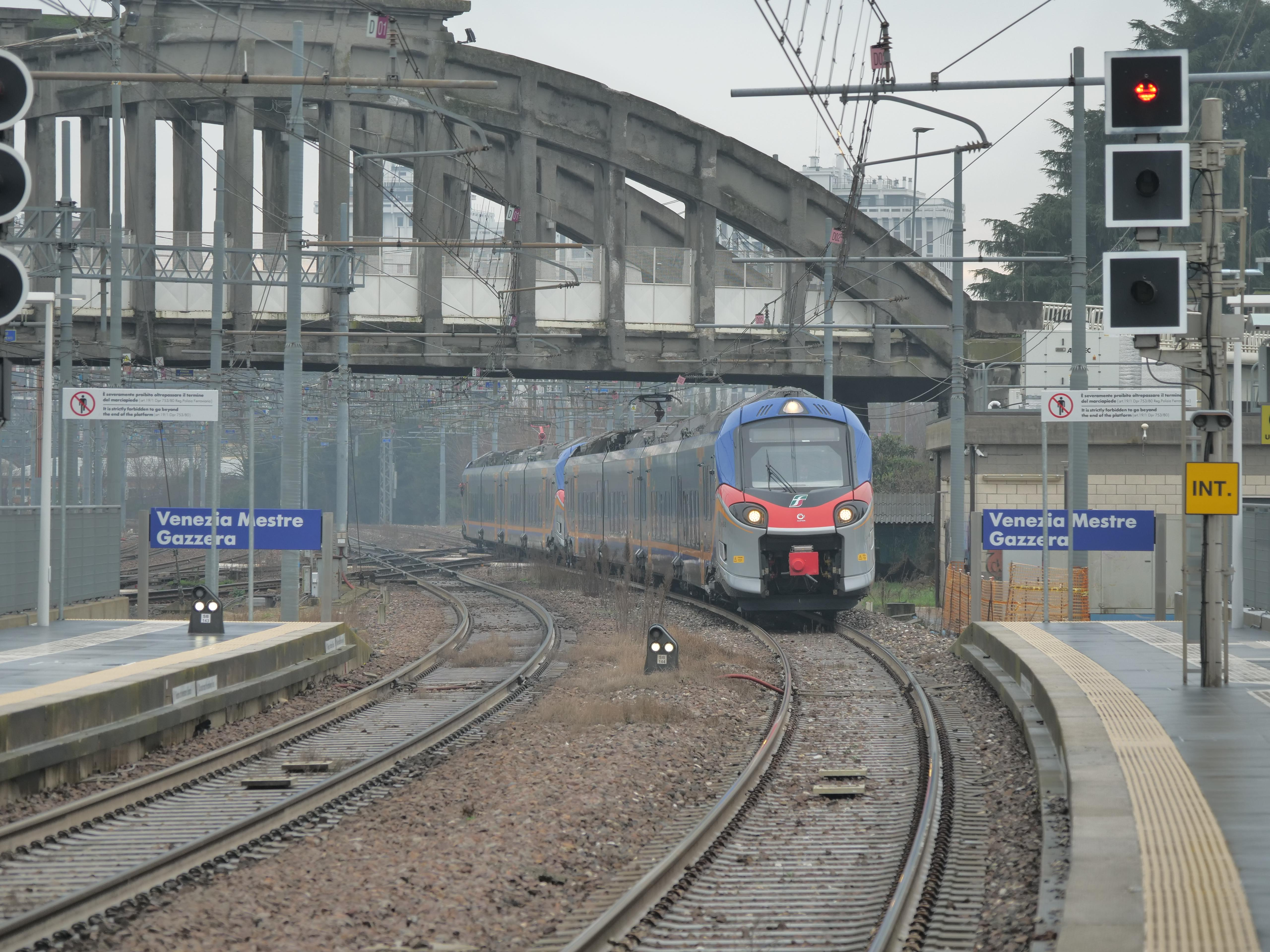
Un Pop di Trenitalia in arrivo presso la fermata

La stazione è servita da treni regionali Venezia Santa Lucia-Udine, svolti da Trenitalia nell'ambito del contratto di servizio stipulato con le regioni interessate.

## Interscambio
- Fermata autobus